# ممتحنه
سوره ممتحنه سوره ۶۰ از قرآن است، ۱۳ آیه دارد و سوره‌ای مدنی است.

## نام سوره و فضیلت قرائت آن
این سوره به دلیل امتحان زنان مهاجر که در آیهٔ ۱۰ مطرح شده‌است ممتحنه نامیده شده‌است. این سوره علاوه بر این مبحث، در مورد دوست‌داشتن به خاطر خدا و بغض به خاطر خدا و نهی از دوستی با مشرکان نیز سخن می‌گوید و به همین دلیل سورهٔ مودت نیز نامیده می‌شود.از علی بن الحسین السجاد نقل شده است:"هر کس این سوره را در نمازهای واجب و مستحب بخواند،خدا دل او را به ایمان بیازماید و دیده اش را نور بدهد و خود و فرزندانش به دیوانگی و فقر مبتلا نشوند."